# Ostrea elliptica
 (лат. Ostrea elliptica) врста је шкољки из породице правих острига (Ostreidae).

## Статус
Неприхваћен

## Прихваћено име
Dendostrea cristata (Born, 1778)